# Hlînivți, Andrușivka
Hlînivți (în ucraineană Глинівці) este o comună în raionul Andrușivka, regiunea Jîtomîr, Ucraina, formată numai din satul de reședință.

## Demografie
Componența lingvistică a satului Hlînivți
     Ucraineană (99,23%)
     Alte limbi (0,77%)
Conform recensământului din 2001, majoritatea populației satului Hlînivți era vorbitoare de ucraineană (99,23%), existând în minoritate și vorbitori de alte limbi.